# Jorge Orozco
Alberto Jorge Orozco Hernández (n. el 24 de mayo de 1979 en la Ciudad Juárez, Chihuahua; México.) Es un exfutbolista mexicano, su posición fue Centrocampista y Delantero, actualmente se encuentra retirado.

## Trayectoria
Este delantero debuta con Pachuca en el Verano 2000, pasa al Atlético Celaya en el Apertura 2002 y sigue en el equipo en su metamorfosis en Colibríes de Morelos y es ahí donde comienza a tener alguna regularidad. El Cuernavaca desciende y él es vendido al Necaxa para el Apertura 2003 donde poco a poco logra demostrar su buen nivel y se convierte en pieza importante del sistema de Arias.
En Primera División disputó 93 partidos marcando 8 goles en los clubes Club de Fútbol Pachuca, Atlético Celaya, Colibríes de Morelos, Club Necaxa y en la división de ascenso jugó 119 partidos y anotó 16 goles con los clubes Puebla F.C, Lobos de la BUAP, Tiburones Rojos de Coatzacoalcos, Socio Águila, Albinegros de Orizaba y CF Indios.

### Clubes
| Club                  | País                | Año         | Partidos | Goles | Media |
| --------------------- | ------------------- | ----------- | -------- | ----- | ----- |
| Pachuca C.F.          | México              | 2000 - 2002 | 44       | 2     | 0,05  |
| Atlético Celaya       | México              | 2002        | 11       | 1     | 0,09  |
| Colibríes de Morelos  | México              | 2003        | 17       | 3     | 0,18  |
| Club Necaxa           | México              | 2003 - 2005 | 31       | 3     | 0,1   |
| Puebla F.C.           | México              | 2005 - 2006 | 27       | 6     | 0,22  |
| Coatzacoalcos         | México              | 2006 - 2007 | 20       | 3     | 0,15  |
| Lobos B.U.A.P.        | México              | 2007        | 17       | 1     | 0,06  |
| Socio Águila F.C.     | México              | 2008 - 2009 | 19       | 3     | 0,16  |
| Club Necaxa           | México              | 2009 - 2010 | 7        | 0     | 0     |
| Albinegros de Orizaba | México              | 2010 - 2011 | 20       | 2     | 0,1   |
| C.F. Indios           | México              | 2011        | 9        | 1     | 0,11  |
| Total en su carrera   | Total en su carrera | 2000 - 2011 | 223      | 25    | 0,11  |

#### Estadísticas
| Pachuca C.F. · México |               |               |     |    |   |   |    |    |     |    |
| 1ª |               |               |     |    |   |   |    |    |     |    |
| 2000 | 7             | 1             | -   | -  | - | - | 7  | 1  |     |    |
| 2000-01 | 9             | 0             | -   | -  | 5 | 0 | 14 | 0  |     |    |
| 2001-02 | 20            | 0             | -   | -  | 3 | 1 | 23 | 1  |     |    |
| Total club | Total club    | 36            | 1   | -  | - | 8 | 1  | 44 | 2   |    |
| Atlético Celaya · México |               |               |     |    |   |   |    |    |     |    |
| 1ª | 2002          | 11            | 1   | -  | - | - | -  | 11 | 1   |    |
| Total club | Total club    | 11            | 1   | -  | - | - | -  | 11 | 1   |    |
| Colibríes de Cuernavaca · México                                                                                                |               |               |     |    |   |   |    |    |     |    |
| 1ª | 2003          | 17            | 3   | -  | - | - | -  | 17 | 3   |    |
| Total club | Total club    | 17            | 3   | -  | - | - | -  | 17 | 3   |    |
| C. Necaxa · México |               |               |     |    |   |   |    |    |     |    |
| 1ª | 2003-04       | 20            | 3   | -  | - | - | -  | 20 | 3   |    |
| 1ª | 2004-05       | 9             | 0   | 2  | 0 | - | -  | 11 | 0   |    |
| 2ª | 2009-10       | 8             | 0   | -  | - | - | -  | 8  | 0   |    |
| Total club | Total club    | 37            | 3   | 2  | 0 | - | -  | 39 | 3   |    |
| Puebla F.C. · México |               |               |     |    |   |   |    |    |     |    |
| 2ª | 2005-06       | 27            | 6   | -  | - | - | -  | 27 | 6   |    |
| Total club | Total club    | 27            | 6   | -  | - | - | -  | 27 | 6   |    |
| Coatzacoalcos · México |               |               |     |    |   |   |    |    |     |    |
| 2ª | 2006-07       | 20            | 3   | -  | - | - | -  | 20 | 3   |    |
| Total club | Total club    | 20            | 3   | -  | - | - | -  | 20 | 3   |    |
| Lobos B.U.A.P. · México |               |               |     |    |   |   |    |    |     |    |
| 2ª | 2007          | 17            | 1   | -  | - | - | -  | 17 | 1   |    |
| Total club | Total club    | 17            | 1   | -  | - | - | -  | 17 | 1   |    |
| Socio Águila F.C. · México |               |               |     |    |   |   |    |    |     |    |
| 2ª | 2008-09       | 19            | 3   | -  | - | - | -  | 19 | 3   |    |
| Total club | Total club    | 19            | 3   | -  | - | - | -  | 19 | 3   |    |
| Albinegros de Orizaba · México                                                                                                  |               |               |     |    |   |   |    |    |     |    |
| 2ª | 2010-11       | 20            | 2   | -  | - | - | -  | 20 | 2   |    |
| Total club | Total club    | 20            | 2   | -  | - | - | -  | 20 | 2   |    |
| C.F. Indios · México |               |               |     |    |   |   |    |    |     |    |
| 2ª | 2011          | 9             | 1   | -  | - | - | -  | 9  | 1   |    |
| Total club | Total club    | 9             | 1   | -  | - | - | -  | 9  | 1   |    |
| Total carrera | Total carrera | Total carrera | 213 | 24 | 2 | 0 | 8  | 1  | 223 | 25 |
| (1)Incluye datos de la InterLiga (2005). (2)Incluye datos de la Copa Merconorte (2000) y Copa Campeones CONCACAF (2000 y 2002). |               |               |     |    |   |   |    |    |     |    |

## Selección nacional

### Categorías menores
Sub-20
| Torneo                              | Sede    | Resultado     | Partidos | Goles |
| ----------------------------------- | ------- | ------------- | -------- | ----- |
| Torneo Esperanzas de Toulon de 1999 | Francia | Cuarto puesto | 3        | 1     |

## Relacionados
- Miguel Calero
- Mario Pérez
- Alexandro Álvarez
- Andrés Chitiva
- Rafael Mejía